# Tarifeinheit
Unter dem Begriff Tarifeinheit wird der Rechtsgrundsatz verstanden, dass in einem Arbeitsverhältnis oder in einem Betrieb nur ein Tarifvertrag anzuwenden ist. Es handelt sich um eine Kollisionsregel für den Fall der Tarifkonkurrenz in einem Arbeitsverhältnis (Tarifeinheit im Arbeitsverhältnis) oder für den Fall der Tarifpluralität in einem Betrieb (Tarifeinheit im Betrieb), also für solche Fälle, in denen mehrere Tarifverträge auf denselben Sachverhalt anwendbar sind.

## Geschichte
Der Grundsatz der Tarifeinheit war in Deutschland bis Anfang 2010 aufgrund einer über Jahrzehnte andauernden ständigen Rechtsprechung des Bundesarbeitsgerichts geltendes Recht. Die arbeitsgerichtliche Rechtsprechung bestimmte damit den anzuwendenden Tarifvertrag, wenn mehrere Tarifverträge dieselbe Tätigkeit regelten. Am 27. Januar 2010 beschloss der 4. Senat des Bundesarbeitsgerichts, im Falle der Tarifpluralität nicht mehr an der bisherigen Rechtsprechung festhalten zu wollen. Am 23. Juni 2010 schloss sich der 10. Senat des Bundesarbeitsgerichtes in zwei Beschlüssen dieser geänderten Rechtsauffassung an. Damit wurde der Grundsatz der Tarifeinheit für den Fall der Tarifpluralität aufgegeben. Es gebe keinen übergeordneten Grundsatz, dass für verschiedene Arbeitsverhältnisse derselben Art in einem Betrieb nur einheitliche Tarifregelungen zur Anwendung kommen könnten.
Seit dem 10. Juli 2015 gilt in Deutschland das Gesetz zur Tarifeinheit (Tarifeinheitsgesetz). Es sieht vor, dass bei kollidierenden Tarifverträgen in einem Betrieb nur die Rechtsnormen des Tarifvertrags derjenigen Gewerkschaft anwendbar sind, die zum Zeitpunkt des Abschlusses des zuletzt abgeschlossenen Tarifvertrags im Betrieb die meisten Mitglieder hat (§ 4a Tarifvertragsgesetz). Das Gesetz wurde von Gewerkschaften und Opposition scharf kritisiert und war Gegenstand mehrerer Verfassungsbeschwerden. Das Bundesverfassungsgericht entschied im Juli 2017, dass das Gesetz im Sinne einer Stärkung kleinerer Gewerkschaften nachzubessern sei.

## Tarifkonkurrenz
In Fällen der Tarifkonkurrenz wird ein Arbeitsverhältnis von mehreren Tarifverträgen erfasst, die dieselben Regelungsmaterien enthalten. Zu unterscheiden ist hierbei nach der Ursache der Konkurrenz: Die jeweiligen Tarifparteien können die kollidierenden Tarifverträge „autonom“ abgeschlossen haben, etwa wenn ein Verbandstarif und ein Firmentarifvertrag vorliegen. Die andere Möglichkeit ist, dass die Tarifkonkurrenz durch staatliche Einflussnahme verursacht wurde. Dies ist zum Beispiel der Fall, wenn es neben einem Firmentarifvertrag noch einen nach § 5 Abs. 4 TVG für allgemeinverbindlich erklärten Tarifvertrag gibt, oder wenn der Arbeitgeber trotz Verbandwechsels nach § 3 Abs. 3 TVG an den bisherigen Tarifvertrag gebunden bleibt. Die Rechtsprechung stellt in diesen Fällen nach dem Grundsatz der Spezialität die Tarifeinheit im Arbeitsverhältnis her. Danach ist der Tarifvertrag anzuwenden, der dem Betrieb räumlich und fachlich am nächsten steht. Dabei hat der Firmentarifvertrag Vorrang vor dem Verbandstarifvertrag, der fachspezifische vor dem fachübergreifenden und der regionale Tarifvertrag vor dem überregionalen. Kann durch das Spezialitätsprinzip kein Vorrang eines Tarifvertrages festgestellt werden, wird der Tarifvertrag angewendet, welcher die meisten Arbeitsverhältnisse im Betrieb erfasst (Mehrheitsprinzip).
Wurden gem. § 4a Abs. 2 Tarifvertragsgesetz beim Zustandekommen des Mehrheitstarifvertrags die Interessen von Arbeitnehmergruppen, die auch von dem nach dem ersten Halbsatz  nicht anzuwendenden Tarifvertrag erfasst werden, nicht ernsthaft und wirksam berücksichtigt, sind auch die Rechtsnormen dieses Tarifvertrags anwendbar. Sämtliche Klauseln in anderen Tarifverträgen, die zugunsten der Arbeitnehmer wirken, müssen entsprechend angewandt und umgesetzt werden.

## Tarifpluralität
Davon zu unterscheiden sind die Fälle der Tarifpluralität. Sie liegt vor, wenn mehrere Tarifverträge für unterschiedliche Arbeitsverhältnisse eines Betriebes Geltung beanspruchen, der Arbeitgeber also doppelt tarifgebunden ist. Ein solcher Fall liegt zum Beispiel in einem Krankenhaus vor, in dem sowohl Mitglieder von ver.di als auch solche des Marburger Bundes vertreten sind.
Nach früherer Rechtsprechung waren solche Tarifpluralitäten grundsätzlich nach dem Prinzip der Tarifeinheit aufzulösen. Der Grundsatz lautete also „ein Betrieb – ein Tarif“. Zur Begründung wurde angebracht, dass das Nebeneinander mehrerer Tarifverträge unüberwindliche praktische Schwierigkeiten für den Arbeitgeber mit sich bringen würde. Dies gelte umso mehr, als die Arbeitnehmer jederzeit die Gewerkschaft wechseln könnten. Zur Wahrung der Rechtssicherheit und der Rechtsklarheit müsse daher auf den gesamten Betrieb bezogen ein einzelner Tarifvertrag gelten. Welcher das sei, ergebe sich aus dem Grundsatz der Spezialität.
Kritisiert wurde daran vor allem, dass dieser Eingriff in die Koalitionsfreiheit (Art. 9 Abs. 3 Satz 1 GG) des Arbeitnehmers und der (verdrängten) Gewerkschaft verfassungsrechtlich nicht zu rechtfertigen sei. Insbesondere werde ein Arbeitnehmer, der in der „verdrängten“ Gewerkschaft organisiert sei, um die „Früchte seiner Koalition“ gebracht und falle auf den Status eines Nicht-Organisierten zurück, wenn keine Bezugnahmeklausel vereinbart werde.
Dieser Argumentation schloss sich das Bundesarbeitsgericht im Jahr 2010 schließlich an und gab den Grundsatz der Tarifeinheit bei Tarifpluralität auf.

## Tarifeinheitsgesetz
Am 28. Oktober 2014 stellte Bundesarbeitsministerin Andrea Nahles einen „Entwurf eines Gesetzes zur Regelung der Tarifeinheit (Tarifeinheitsgesetz)“ vor. Darin heißt es unter anderem: „Soweit sich die Geltungsbereiche nicht inhaltsgleicher Tarifverträge verschiedener Gewerkschaften überschneiden (kollidierende Tarifverträge), sind im Betrieb nur die Rechtsnormen des Tarifvertrags derjenigen Gewerkschaft anwendbar, die zum Zeitpunkt des Abschlusses des zuletzt abgeschlossenen kollidierenden Tarifvertrages im Betrieb die meisten Mitglieder hat.“ Ziel der Regelung ist laut der Bundesregierung zu verhindern, dass kleine Spartengewerkschaften „das Land lahmlegen“ können. Die Gesetzesbegründung sieht zudem den Betriebsfrieden durch Verteilungskämpfe konkurrierender Gewerkschaften als gefährdet.
Das Gesetz wurde am 22. Mai 2015 mit 448 zu 126 Stimmen bei 16 Enthaltungen im Bundestag verabschiedet und ist am 10. Juli 2015 in Kraft getreten.
Bereits der Entwurf stieß bei den Spartengewerkschaften auf Kritik: Sie sahen ihren Einfluss und die im Grundgesetz garantierte Koalitionsfreiheit gefährdet. Auch der ehemalige Bundesinnenminister Gerhart Baum, Anwalt der Pilotenvereinigung Cockpit, äußerte entsprechende verfassungsrechtliche Bedenken. Ebenso lehnte die Dienstleistungsgewerkschaft ver.di das Tarifeinheitsgesetz ab und warnte vor den Folgen. Vertreter der Linken warfen dem Gesetz vor, das Streikrecht kleiner Gewerkschaften einzuschränken. Anton Hofreiter betonte, das Gesetz verhindere die Anhebung des Tarifniveaus durch Spartengewerkschaften.
Aus der Rechtswissenschaft wurde kritisiert, das Gesetz höhle die von Art. 9 Abs. 3 GG geschützte Koalitionsfreiheit ohne sachlichen Grund aus. Die zur Rechtfertigung von der Bundesregierung vorgelegte Tatsachenbasis genüge nicht: Sie enthalte keine Indizien dafür, dass die Aufhebung der Tarifeinheit durch die Rechtsprechung zu mehr Streiktagen geführt hätte.
Der Marburger Bund, die Pilotenvereinigung Cockpit, der Deutsche Journalistenverband, der gewerkschaftliche Dachverband DBB Beamtenbund und Tarifunion sowie die Vereinte Dienstleistungsgewerkschaft legten Verfassungsbeschwerde gegen das Gesetz ein. Am 31. Juli 2015 reichte auch die Gewerkschaft Deutscher Lokomotivführer Verfassungsbeschwerde gegen das Gesetz ein. Vier Lokführer, zwei Zugbegleiterinnen, ein Bordgastronom, ein Lokrangierführer (GDL) und eine Disponentin machten darin eine Verletzung ihrer Grundrechte (Art. 2 Abs. 1 und Art. 9 Absatz 3 Grundgesetz) geltend. Der zwischen Deutscher Bahn und GDL vor Inkrafttreten des Gesetzes abgeschlossene Tarifvertrag ist von dem Gesetz nicht betroffen. Den Antrag der Berufsgruppengewerkschaften auf einstweilige Anordnung gegen das Gesetz hatte das Bundesverfassungsgericht am 6. Oktober 2015 abgelehnt.
Anfang Juli 2017 urteilte das BVerfG im Hauptsacheverfahren, dass das TVG überwiegend verfassungskonform sei. Nachgebessert werden müssten lediglich Schutzvorkehrungen, um zu verhindern, dass spezielle Berufsgruppen übermäßig unter dem Tarifvertrag der Mehrheit der betriebsangehörigen Gewerkschaftsmitglieder benachteiligt werden, weil dieser ihre besonderen Belange nicht ausreichend berücksichtigt.
Die Anpassung sieht vor, dass Minderheitstarifverträge weiterhin gültig bleiben, wenn beim Zustandekommen des Mehrheitstarifvertrags die Interessen von gewerkschaftlich organisierten Berufs- beziehungsweise Arbeitnehmergruppen, die auch vom Minderheitstarifvertrag erfasst sind, „nicht ernsthaft und wirksam berücksichtigt“ worden sind, wie es in der Änderung des Tarifvertragsgesetzes heißt.
Auch der Europäische Gerichtshof für Menschenrechte (EGMR) hielt das Gesetz für rechtskonform und wies im Juli 2022 eine Beschwerde des Deutschen Beamtenbundes u. a. gegen das Gesetz zurück.

## Gewerkschaftsübergreifende Schweizer Regelung
In der Schweiz gibt es eine besondere Regelungsmöglichkeit, das Rechtsinstitut des sog. Gesamtarbeitsvertrages: Der  Betrieb lädt alle betroffenen Gewerkschaften ein, sich bei Interesse  zusammen mit  Arbeitgebervertretern an einen Tisch zu setzen, um zu einer gemeinsamen Einigung zu kommen. Diese ist dann für alle Gewerkschaften, auch für  die an dieser Einigung nicht interessierten, sowie für die nichtorganisierten Arbeitnehmer verbindlich.